# Nick Proschwitz
Nick Proschwitz (Weißenfels, Alemania, 28 de noviembre de 1986) es un futbolista alemán. Juega de delantero y su equipo es el TSG 1899 Hoffenheim II de la Regionalliga Südwest de Alemania.

## Clubes
| Club                         | País          | Año       |
| ---------------------------- | ------------- | --------- |
| TSG 1899 Hoffenheim II       | Alemania      | 2004-2005 |
| Hamburgo S. V. II            | Alemania      | 2005-2006 |
| VfL Wolfsburgo II            | Alemania      | 2007-2008 |
| Hannover 96 II               | Alemania      | 2008-2009 |
| F. C. Vaduz                  | Liechtenstein | 2009-2010 |
| F. C. Thun                   | Suiza         | 2010-2011 |
| S. C. Paderborn 07           | Alemania      | 2011-2012 |
| Hull City A. F. C.           | Inglaterra    | 2012-2014 |
| Barnsley F. C. (cedido)      | Inglaterra    | 2014      |
| Brentford F. C.              | Inglaterra    | 2014-2015 |
| Coventry City F. C. (cedido) | Inglaterra    | 2015      |
| S. C. Paderborn 07           | Alemania      | 2015-2016 |
| Sint-Truidense               | Bélgica       | 2016-2017 |
| Sparta Rotterdam             | Países Bajos  | 2017-2018 |
| S. V. Meppen                 | Alemania      | 2018-2019 |
| Eintracht Braunschweig       | Alemania      | 2019-2021 |
| TSG 1899 Hoffenheim II       | Alemania      | 2021-     |

## Palmarés

### Títulos nacionales
| Título                | Club        | País          | Año  |
| --------------------- | ----------- | ------------- | ---- |
| Copa de Liechtenstein | F. C. Vaduz | Liechtenstein | 2010 |